# Christianhavns Døtreskole
Christianshavns Døttreskole eller Døtreskolen paa Kristianshavn är en skola i Köpenhamn i Danmark, grundad 2 december 1799. Det var ursprungligen en flickskola, och blev samskola 1976.  Den tillhörde de första skolor i Danmark, som gav en seriös sekundärutbildning till flickor.  
Skolan grundades som dotterskola till sin föregångare, Døtreskolen af 1791, när denna hade blivit så populär att den inte längre räckte till, utan ytterligare en skola av samma slag ansågs behövlig för att täcka behovet.  Liksom sin föregångare, styrdes skolan av en styrelse sammansatt av elevernas föräldrar, som därmed utövade ett stort inflytande över dess verksamhet.  Jämsides med sin föregångare samt Døtreskolen til Frederik V I.s Minde, var den en av endast tre danska flickskolor före 1840-talet, som ansågs ge flickor en seriös sekundärutbildning.  Skolan kopierade initialt samma organisation som sin moderskola. En av deras mer kända föreståndare under dess äldre historia var Nicoline de Seue, som innehade posten 1847-82. 